# Giorgio Mognon
Giorgio Mognon (Cornuda, 23 giugno 1938) è un allenatore di calcio ed ex calciatore italiano, di ruolo attaccante.

## Carriera
Giocò in Serie A con il Genoa un unico incontro, la sconfitta interna dei rossoblu per 2-0 contro il Bologna il 27 settembre 1959.
Ritorna al Genoa in prestito nel 1963, club con cui vince la Coppa dell'Amicizia italo-francese 1963, grazie ad un'unica presenza.
Ha in seguito totalizzato 15 presenze e 2 reti in Serie B con la maglia dell'Alessandria e due campionati in Serie C nel Como, segnando 28 reti.

## Palmarès

### Giocatore

#### Competizioni nazionali
- Serie D: 1

Rapallo Ruentes: 1961-1962
- Serie C: 1

Reggiana: 1963-1964

#### Competizioni internazionali
- Coppa dell'Amicizia: 1

Genoa: 1963

### Allenatore

#### Competizioni regionali
- Promozione: 1

Pievigina: 1980-1981 (girone A)

#### Competizioni nazionali
- Campionato Interregionale: 1

Pievigina: 1983-1984 (girone C)